# Крішнаїзм

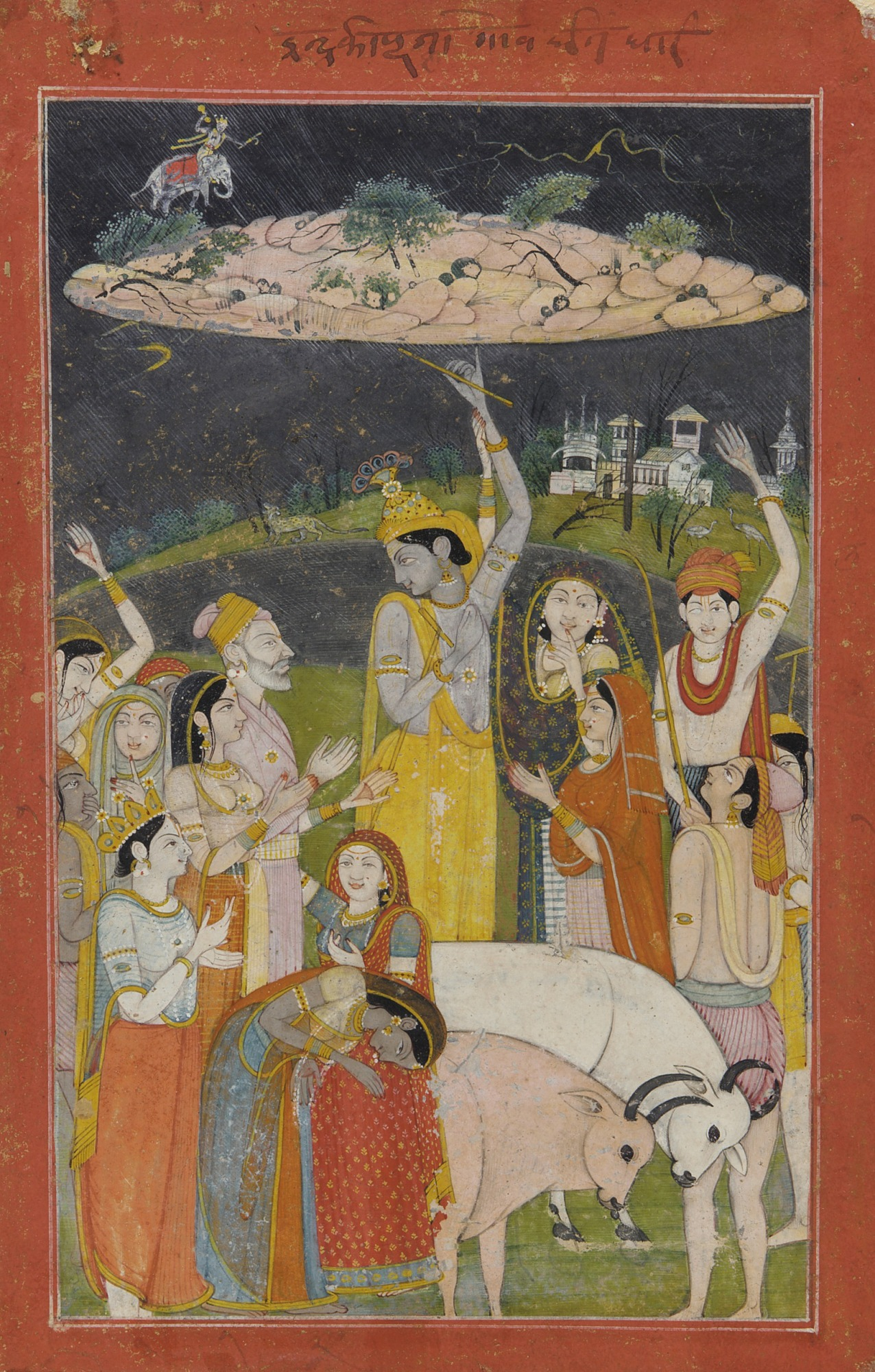
Крішна піднімає пагорб Говардхан. З колекції Смітсонівського інституту.

Крішнаїзм  або Бгаґаватизм  — це термін, яким називають групу релігійних течій всередині вайшнавізму, заснованих на поклонінні Крішні, особливо Радзі-Крішні. Термін «крішнаїзм» переважно використовується для описання культу Крішни в рамках вайшнавізму, тоді як терміном «вайшнавізм» або «вішнуїзм» називають традиції індуїзму, основані на поклонінні Вішну. В українській мові термін «крішнаїзм» часто використовується у вужчому значенні: ним називають Ґаудія-вайшнавізм — одну з традицій крішнаїзму, основоположником якої був індуїстський святий і реформатор Чайтан'я Махапрабгу (1486–1534).
Крішнаїзм базується на таких індуїстських текстах, як «Бгаґавата-пурана» і «Бгаґавад-Ґіта», яку іноді називають" Біблією крішнаїзму ".
На думку вчених, крішнаїзм зародився в період, що передував початку поширення буддизму в Індії і появі християнства. Найбільш рання форма крішнаїзму, культ Крішни-Васудеви, досяг свого розквіту в регіоні Матхура за кілька століть до н. е.. Другою за значимістю та часом появи традицією кришнаїзму вважається культ пастушка Говінди або Гопали. Пізніше одержав поширення культ Бали-Крішни — поклоніння Крішні як божественній дитині. Новітнім елементом крішнаїзму прийнято вважати культ Радга-Крішни — поклоніння Крішні як коханому пастушок гопі, серед яких особливе місце займає Радга, котрій поклоняються як жіночій іпостасі Крішни.
У другій половині XX століття крішнаїзм набув значної кількості послідовників за межами Індії, включаючи таких знаменитостей, як Джордж Харрісон. Сталося це завдяки проповідницькій діяльності гаудія-вайшнавського гуру Бгактіведанти Свамі Прабгупади і заснованої ним релігійної організації «Міжнародне Товариство Свідомості Крішни».

## Визначення
Багато хто називає крішнаїзм загальнішим терміном вайшнавізм, який асоціюється з Вішну. Вайшнавізм — це монотеїстична традиція, яку ще іноді називають «поліморфічним монотеїзмом» в якому безліч іпостасей Бога, єдиної божественної сутності, приймають різні форми. У крішнаїзмі початковою іпостассю Бога вважається Крішна. У традиціях крішнаїзму відносини між Крішною та його відданими набагато ближчі і інтимніші у порівнянні з традиціями вайшнавізму, основним об'єктом поклоніння яких є чотирьохрукий Нараяна або Вішну.
Усередині вайшнавізму, помітна значна різниця між крішнаїзмом та іншими течіями, в яких Вішну сприймається як Верховний Господь, що втілився на землі як Крішна, тоді як в крішнаїзмі, Крішні поклоняються як Сваям-бгаґаван у або «початкової верховної іпостасі Бога», однією з експансій якого є Вішну. Деякими вченими крішнаїзм розглядається як одна з ранніх спроб зробити філософський індуїзм привабливим для мас.
Найпоширеніша форма крішнаїзму в сучасному індуїзмі, була заснований Чайтаньєю Махапрабгу в 1500-х роках і здобула популярність як гаудія-вайшнавізм. Значною подією в історії як гаудія-вайшнавізму в цілому, так і крішнаїзму зокрема, стало заснування Бгактіведантою Свамі Прабгупадою в 1966 році Міжнародного товариства свідомості Крішни.

## Об'єкт поклоніння
Основним об'єктом поклоніння в крішнаїзмі є Крішна. Описується, що у Крішни темна шкіра, подібна до кольору грозової хмари. Його зображують як хлопчика-пастушка, що грає на флейті або як юнака-принца, що дає філософські настанови в «Бхагавад-гіті». Існують певні відмінності в розумінні особистості і діянь Крішни між різними індуїстськими традиціями, кожна з яких дає своє трактування священних текстів. Однак існує і ряд аспектів, спільних для всіх напрямів індуїзму.
Крішна та історії пов'язані з ним відіграють важливу роль в різних філософських і богословських традиціях індуїзму, прихильники яких вірять в те, що Бог являється своїм відданим в різних формах, в залежності від того, яким вони бажають бачити Його і поклонятися Йому. До цих форм або іпостасей належать аватари Крішни, описані в різних священних текстах вайшнавізму. Проте форми Крішни не обмежуються аватарами, — говориться, що експансії Сваям-бгаґавана незліченні і не піддаються описанню в обмежених рамках писань будь-якої релігійної традиції.

## Історія
У ранній санскритській ведичній літературі ім'я «Крішна» згадується багато разів. Так, в найдавнішій пам'ятці ведичної літератури «Ріг-веді», Крішна — це могутній ватажок племені, з яким бореться і котрого вбиває Індра. Однак, через криптичну природу Вед, це місце «Ріг-веди» допускає кілька тлумачень і багато вчених схильні перекладати слово «Крішна» в контексті «Ріг-веди» просто як «чорний». Деякі дослідники вважають, що рігведичний Крішна тотожній фігурі Крішни, описаній в пізніших текстах санскритської літератури, або уособлює постать «протокрішни». Одним з прихильників такої інтерпретації був Рамакрішна Гопал Бхандаркар, який вважав, щоКрішна-драпсахаз восьмої мандали «Ріг-веди» є згадкою про Крішну. Сарвепаллі Радхакрішнан також визнавав можливим ототожнення рігведичного Крішни з Крішною пуранічним. У своїй праці «Індійська філософія» він писав:"У пізніх Пуранах говориться про ворожнечу між Крішною та Індрою. Можливо, що Крішна — це бог пастушого племені, підкореного Індрою в епоху «Рігведи», хоча в період «Бгаґавад-ґіти» він значно відновив і посилив втрачені позиції, ототожнившись з Васудевою з бхагавати і Вішну вайшнавізму ".
Вайшнавські коментатори Вед вказують на деякі місця в «Ріг-веді», які говорять про існування в ведичний період культу Вішну як «божественного пастуха»:"Я бачив пастуха. Він ніколи не втратить Свого положення. Іноді Він близький, іноді — далекий. Він блукає різними шляхами. Він друг, прикрашений різноманітною одежею. Він знову і знову приходить у цей світ "(1.22.164.). "Я бажаю піти у Ваші прекрасні оселі, де блукають корови з величезними рогами. Так являє себе вища обитель Вішну, Того, кого прославляють всюди "(1.154.6).
Одну з найбільш ранніх і менш спірних згадок про Крішну можна виявити у пов'язаній з «Сама-ведою» «Чхандог'я-упанішада» (3.17.6), яка, на думку вчених, була написана в VIII столітті до н. е.. Там Крішна згадується як «син Девакі» (Девакіпутра) вчителем якого був «Гхор, син Ангіраси». Іменем Ангіраси була названа «Атхарва-веда», також відома як «Ангіраса-самхіта». Багато дослідників вказують на те, що за своїм змістом ця Упанішада дуже близька до «Бхагавад-гіти» .
У «Нірукті» (VI — V століття до н. Е. .), давньоіндійському трактаті з санскритської етимології авторства Яски, згадується скарб шьямантака, що знаходився у володінні Акрури — мотив відомої пуранічної історії з життя Крішни. Санскритський граматик Паніні, імовірно жив у V–IV століттях до н. е.., у своїй класичній праці «Аштадх'яї» (4.3.98) пояснює значення словавасудевакаяк «відданий (бгакта) Васудеви». Там же він згадує Арджуну, з чого був зроблений висновок про те, що говорить він саме про Крішну-Васудеву. У „Баудаяна-дхарма-сутрі“, котра датується IV століттям до н. е.., знаходяться молитви Вішну, в яких використовуються 12 імен, у тому числі такі як Кешаво, Говінда і Дамодара, що асоціюються з Крішною або Вішну у формі Крішни. Згадка цих імен свідчать про те, що в період складання тексту Крішні поклонялися як одній з форм Бога, а його автори були знайомі з історіями про Крішну з пізніших пам'яток санскритської літератури, таких як Пурани . Про те ж свідчать згадки про Крішну-Васудеву на „Артха-шастрі“ — політичному трактаті авторства Каутільї, складеному приблизно в той же період (IV століття до н. е..) У Гаятрі-мантрі з „Маханараяна-упанішади“(що є частиною» Тайттірія-араньяки"10.1.6 і записаної не пізніше III століття до н. е..) Васудева ототожнюється з Нараяною і Вішну. Крішна також асоціюється з Вішну в «Шатапатха-брахмані». У період створення пізньої редакції «Махабхарати», що дійшла до наших днів, Крішна-Васудева розглядався як аватара Вішну або як Верховний Бог. Про Крішну йдеться як про Бога і він асоціюється з Вішну також і в таких пізніших Упанішадах, як «Нараянатхарвашірша-упанішада» і «Атмабодха-упанішада».
Інше важливе стародавнє джерело, в якому згадується Крішна — це «Махабхашья» Патанджалі, яка ймовірно написана у II столітті до н. е.. і являє собою коментар до етимологічного словника «Нірукта». У своєму коментарі (3.1.26) Патанджалі згадує драматичні спектаклі «Крішна-камсопачарам», в яких відображалася історія вбивства Крішною демонічного царя Камси (камсавадха), — це один з найзначиміших епізодів з життя Крішни. Патанджалі стверджує, що ця історія трапилася «дуже давно». У коментарі Патанджалі міститься цілий ряд інших згадок про Крішну і пов'язаних з ним фігур, відомих з пізніших пуранічних джерел. Наприклад, в одному з віршів говориться:«Нехай же сила Крішни, що знаходиться в товаристві Санкаршани, зростає!», а в іншому:"Джанардана з собою як четвертий ". Можливо, тут йдеться про Крішну-Васудеву та три його основні експансії: Санкаршану, Прадьюмну і Аніруддху. Самого Крішну-Васудеву Патанджалі називає «Богом богів». В одному з текстів, Патанджалі говорить про музичні інструменти, на яких грають під час богослужінь у храмах Рами і Кешави. Рама, в даному контексті — це старший брат Крішни Баларами, якого в знайдених археологами записах, а також в літературних джерелах цього періоду згадують під іменем Санкаршана; Кешава — це інше ім'я Крішни.
Наприкінці IV століття до н. е., Мегасфен, який служив давньогрецьким послом при дворі Чандрагупти Маурьї, написав книгу «Індіка», яка не збереглася, але широко цитується стародавніми класичними авторами. Згідно з Арріаном, Діодором Сицилійським і Страбоном, Мегасфен говорить у ній про плем'я Соурасенів (Шурасенів, однієї з гілок племені Ядавів, в якому народився Крішна), що проживало у регіоні Матхура і поклонялося пастушому богу Гераклу. Прийнято вважати, що імен «Геракл» Мегасфен називав Крішну. Таке ототожнення в основному базується на згадуваних Мегасфеном географічних місцях (таких як Матхура, Вріндавана і Ямуна), та подібності між героїчними діяннями Крішни і Геракла. Зокрема, Мегасфен говорить, що Геракл мандрував і вбивав різних демонів і у нього було багато жінок. До того ж, для давньогрецьких авторів було характерно називати богів чужих традицій іменами божеств грецького пантеону. Давньоримський історик Квінт Курцій Руф, що жив в I столітті н. е.., також описує, що під час бою Олександра Македонського з Пенджабським раджею Пором, війська останнього йшли в атаку з прапором, на якому був зображений «Геракл».
Про існування культу Крішни за кілька століть до н. е.. також свідчать ранні буддистські джерела. У «Ніддесе», одній з книг палійскій канон Палійского канону, що датується IV століттям до н. е.., говориться в дещо принизливій формі про тих, хто поклоняється Васудеві і Баладеві (брату Крішни). Крішна і різні персонажі з історій про нього в трохи перекрученій формі присутні в «Джатаках», — одному з найважливіших пам'яток оповідної літератури буддизму.

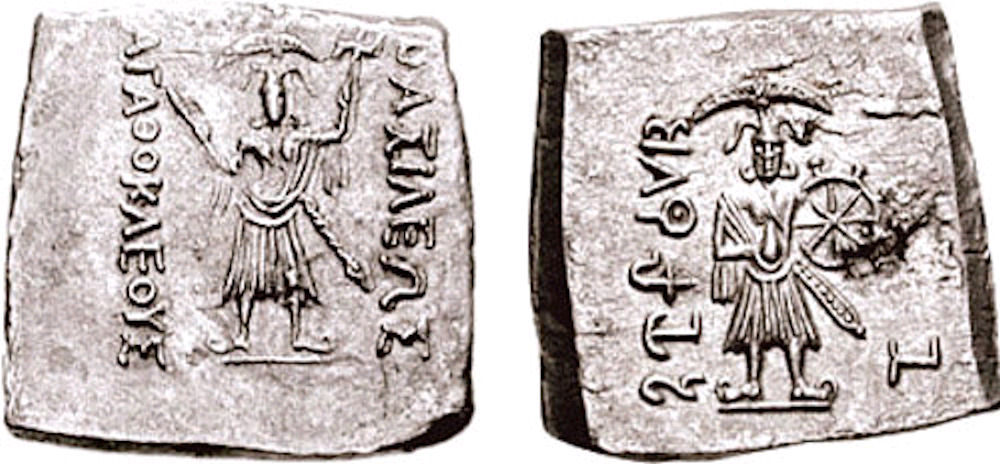
Індійська срібна драхма греко-бактрийского царя Агафокла (190—180 рік до н. Е..)
Лиц: Васудева-Крішна, в прикрашеному шоломі, з сережками і мечем тримає вазу і диск чакру. Напис брахмі:Раджане Агатхуклаяса'«Цар Агафокл».
Обор: Баларами, в прикрашеному шоломі, з сережками, мечем, тримає булаву в своїй правій руці і плуг в лівій. Грецький напис:Басіліос Агатоклеос'"Царя Агафокла ".

У період 180–165 років до н. е.., греко-Бактрійського цар Агафокл, що правив імперією, яка займала значну частину півострова Індостан, відкарбував монети із зображенням Крішни і його брата Баларами. Монети Агафокла вважаються найдавнішим збереженим зображенням Крішни.
Найбільш раннім археологічним свідченням існування культу Крішни є напис на колоні Геліодора в Беснагарі, на північному заході індійського штату Мадхья-Прадеш. Ця колона, присвячена божественній птиці Гаруда, носію Вішну і Крішни, була споруджена наприкінці II століття до н. е.. греком Геліодором — послом Індо-грецького царства. Напис складається з двох частин, друга її частина збереглася тільки частково. Перша частина напису говорить:
|  | Ця колона Гаруди була споруджена для Бога богів Васудеви, бхагаватою Геліодором, сином Діона і уродженцем Таксіли, який прибув як посол від великого грецького царя Антіалкіда до царя-рятівника Касіпутри Бхагабхадри, що знаходиться у благополуччі на 14-му році свого правління ... |

Напис свідчить про те, що іноземець, грек Геліодор, прийняв крішнаїзм ще в II столітті до н. е.. Геліодор називає себе бхагаватою — відданим Крішні-Васудеві. Те, що в крішнаїзм навернувся такий високопоставлений і могутній діяч, як посол Індо-грецького царства, свідчить про те, що в цей період в даному регіоні індійського субконтиненту крішнаїзм встиг пустити глибоке коріння. Деякі вчені, такі як А. Л. Бешем і Томас Хопкінс, вважають, що Геліодор був не єдиним іноземцем, який прийняв крішнаїзм. Хопкінс стверджує:"Можна припустити, що Геліодор був не єдиним чужоземцем, що навернувся в вайшнавізм, хоча він, можливо, був єдиним, хто спорудив колону, принаймні колона збереглася до наших днів. Поза всякими сумнівами, було й багато інших ".
Крім колони Геліодора, на території півострова Індостан було знайдено ряд інших написів із згадкою про Крішну-Васудеву, що відносяться до періоду до н. е.. зроблених індійськими послідовниками традиції крішнаїзму. У двох написах II — I століття до н. е.., знайдених в Раджастанi, згадується храм Санкаршани і Васудеви. Один з написів зроблений на кам'яній плиті, що була знайдена в містечку Гхасунді за 6 км на північний схід від Нагари в окрузі Удайпур, він, так як і колона Геліодора, датується II століттям до н. е.. У ньому говориться, що бгагавата по імені Гаджаяна, син Парашара, наказав звести в Нараяна-брамі (парку Нараяни) кам'яний храм для поклоніння «Господу Санкаршані і Господу Васудеві». У цьому випадку, поклоніння Васудеві і Санкаршані асоціюється з культом Нараяни.
У написі на іншій колоні, що в Беснагарі, яка датується 100 роком до н. е., говориться, що «бгагавата Гаутама-путра» звів колону Гаруди біля храму «дванадцятого року правління царя Бхагавати». Цей цар, можливо, є тією ж самою особою, яка згадується в геологічних списках як передостанній з правителів династії Шунга. У центральній Індії, в печері Нанагхат, був знайдений напис I століття до н. е.., зроблений царицею Наганікою. У написі не тільки згадуються Санкаршана і Васудева, але також йдеться про їх приналежність до Місячної династії. У містечку Мора, що за 11 кілометрів від Матхури, в колодязі було знайдено напис, в якому йдеться про встановлення божеств «п'яти героїв Врішні» у кам'яному храмі. В іншому написи, також виявленому в Матхурі, йдеться про зведення огорожі та воріт до храму «Господа Васудеви». Обидва написи датуються періодом з 10 по 25 рік н. е..